# Musculus longissimus thoracis
De musculus longissimus thoracis vormt het onderste deel van de musculus longissimus, een van de diepe spieren van de rug. Het is een voortzetting van de musculus erector spinae. De naam thoracis verwijst naar de locatie van de spier rond de thorax. 
De spier hecht zich aan de dorsale zijde van het sacrum aan de fascia thoracolumbaris, de processus spinosus L5-T11, de ligamenta sacroiliaca dorsalia en het dorsaal deel van de crista iliaca. Het hecht zich aan de processus accessorius L1-L5, de processus transversus T1-T12, de processus costalis L1-L5, de fascia thoracolumbaris en de onderrand van rib 3-12.